# تساناک (داغستان)
تساناک (به لاتین: Tsanak) یک منطقهٔ مسکونی در روسیه است که در داغستان واقع شده‌است.